# 이케다 재정
이케다 재정(池田裁定)은 1964년 일본 자유민주당 총재 선거에서 사토 에이사쿠가 당선된 사건을 말한다.

## 경위
1964년 7월 일본 자유민주당 총재 선거에서 이케다 하야토가 사토를 물리치고 3선에 성공했다. 이케다는 제3차 이케다 내각 (개조)를 단행하여 정권을 유지해나갔는데 이 무렵 이케다는 목 통증을 호소하고 있었다. 이 통증은 도쿄대학병원에서 검사를 받아본 결과 후두암이 원인인 것으로 밝혀졌다.
그해에는 9월 국제 통화 기금(IMF) 도쿄 총회, 10월 하계 올림픽 등 국가적인 중요 행사가 예정되어 있었고 총리의 건강 상태가 국내외의 정치·사회 정세에 막대한 영향을 미칠 것이 분명했기에 자유민주당과 대학병원 측은 이 사실을 공표하지 않았다. 이케다의 측근인 마에오 시게사부로와 오히라 마사요시는 이케다 본인에게도 알리지 않기로 했다.
9월 7일 IMF 총회에서 연설을 한 이케다는 이틀 뒤 국립암센터에 입원했으며 25일에 자신이 암을 앓고 있다는 사실을 전해듣게 된다.
마에오는 극비리에 이케다 내각의 퇴진을 준비하면서 퇴진 표명 시기를 올림픽 폐막일 다음날로 정했다. 마에오와 오히라는 10월 8일 국립암센터 총장 히키 요시사토와 만나 이케다에게 올림픽 종료 직후 퇴진 권고를 해줄 것을 요청했다. 히키는 12일 이케다를 만나 장기간에 걸친 치료가 필요하다며 은연 중에 이케다에게 총리직 퇴진을 암시하며 마에오, 오히라와 총리 퇴진에 대해 상담했음을 전하자 이케다는 자신의 퇴진 문제를 마에오와 오히라에게 맡기겠다고 결단했다.
올림픽이 진행될 때 이케다의 퇴진은 철저하게 비밀에 붙여졌다. 이후 올림픽이 끝난 다음날인 25일 이케다는 국립암센터 병실에서 고노 이치로 국무대신, 가와시마 쇼지로 자민당 부총재, 미키 다케오 자민당 간사장, 스즈키 젠코 내각관방장관 등 주요 간부들을 불러 퇴진할 뜻을 밝히며 미키와 스즈키에게 퇴진 표명의 성명문을 맡기고 발표하게 했다.
후임 총재로는 사토, 고노, 후지야마 아이이치로 세 명이 나섰는데 총재 후보는 자민당 양원의원총회에서 정한 뒤 12월 1일 임시 당대회에서 총재를 뽑기로 결정했다.
11월 9일 가와시마와 미키가 이케다를 찾아가 당내의 분위기는 사토를 지지한다고 보고하며 후임 총재로 사토를 추천했다. 이케다도 사토가 타당하다고 말해 사전에 작성해두었던 재정문의 공란에 사토의 이름을 적었다. 당일 행해진 자민당 양원의원총회에서 가와시마는 후임 총재 후보로 사토를 지명한다는 이케다의 재정문을 읽었고 승낙되었다. 속전속결로 그날 제47회 임시국회가 소집되어 총리 지명 선거에서 사토가 당선되어 제1차 사토 내각이 출범했다. 이후 12월 1일 임시 당대회에서 사토가 정식으로 제5대 총재로 선출되었다.

## 참고 문헌
- 마스미 준노스케 (1988년). 《日本政治史4　占領改革、自民党支配》 [일본정치사 4 - 점령개혁, 자민당 지배]. 도쿄대학 출판사. ISBN 9784130330442.
- 오쿠시마 사다오 (2009년). 《自民党抗争史》 [자민당 항쟁사]. 중공신서. ISBN 9784122051522.